# Бакоц, Тамаш
Тамаш Бакоц (венг. Tamás Bakócz; 1442, Ардуд, Венгерское королевство — 15 июня 1521, Эстергом, Венгерское королевство) — венгерский религиозный, политический и государственный деятель, кардинал, примас Венгерского королевства.

## Биография
Представитель венгерского рода Эрдеди, своим возвышением обязанным именно ему.
Родился в семье мастера по изготовлению колёс. Воспитывался родным дядей, ректором духовной семинарии, который обучал его теологии и которого он в 1480 сменил на посту ректора. Получил прекрасное образование в университетах Бреслау и Падуи.
Вскоре после окончания учёбы, благодаря содействию старшего брата Балинта Бакоца, королевского секретаря, попал в окружение короля Венгрии Матвея Корвина. Король обратил на него внимание во время похода в Силезию в 1474 г., когда тот работал в его канцелярии. Вскоре Тамаш Бакоц и сам стал одним из секретарей короля Венгрии, который возвёл его в дворянство и в 1486 назначил епископом Дьёра. Получил ранг королевского советника и стал членом королевского совета (1490).
После смерти Матвея Корвина, поддержал чешского короля Владислава II при восшествии того на трон короля Венгрии. При содействии Тамаша Бакоца в 1491 состоялось формально незаконное бракосочетание между Владиславом II и Беатрисой Арагонской, королевой-консорт Венгрии и Богемии, имевшей огромную поддержку венгерского дворянства. Брак был незаконным, так как её супруг не получил разрешение от папы на развод с его первой женой. Однако это принесло Владиславу — венгерскую корону, а Тамашу Бакоцу — место архиепископа архиепархии Эгера (9.06.1497 — 20.12.1497), а затем — архиепископа Эстергомского (1497) и главного канцлера.
В 1500 году он стал кардиналом, в 1507—1521 гг. — титулярным латинским патриархом Константинополя.
С 1490 до своей смерти в 1521 он был ведущим государственным деятелем Венгрии и, в основном, отвечал за внешнюю политику королевства. В своих политических играх представлял, в основном, интересы Венеции. Исключительно благодаря его усилиям, Венгрия не присоединилась к Камбрейской лиге, союзу императора Священной Римской империи Максимилиана I, папы Юлия II, Людовика XII и Фердинанда Католического, образовавшейся в Камбре 10 декабря 1508 года для войны с Венецией.
Был последовательным сторонником дружественных отношений с Венецией и Священной Римской империей.
Став прелатом Венгрии, безуспешно стремился занять папский престол. В 1513 году после смерти Юлия II неудачно баллотировался в Риме на пост папы римского. Новый папа римский Лев X с целью избавиться от соперника-претендента 15.07.1513 г. издал буллу, которой назначил Тамаша Бакоца папским легатом и поручил ему организовать новый крестовый поход против турок (в сферу его влияния входили земли Венгрии и Польши, а через них — страны Балтии и Россия). Весной 1514 легат вернулся в Венгрию и ознакомил королевский совет со своими полномочиями и планами. Совет, после долгих размышлений, дал согласие на начало мобилизации. Вербовку в армии осуществляли монахи-обсерванты, пользовавшиеся у венгров большой популярностью и авторитетом, а в Трансильвании — местному епископу. Планы крестового похода сорвались. А набранные, в основном крестьяне, взбунтовались, что стало наибольшим в истории Венгрии крестьянским восстанием.
Своему племяннику прелат завещал огромные земельные наделы, включавшие в себя Добу, Эберау и Мославину (Somlóvár, Monyorókerék, Monoszló). Названия двух последних поместий были прибавлены его потомками к фамилии.
Похоронен в главном католическом храме страны — базилике Святого Адальберта в венгерском городе Эстергом. Семейной усыпальницей стала капелла Бакоца, одна из главных достопримечательностей церкви, названная в его честь, созданная в период правления Т. Бакоца. Время создания часовни — 1507 год.
Часовня чудом уцелела во время разрушения собора турками в 1543 году. В 1823 году, в период возведения современной базилики она была разобрана на 1600 частей, а после завершения строительства вновь собрана уже в новом храме..
Капелла располагается слева от главного нефа собора, выполнена из красного мрамора в стиле ренессанс итальянскими мастерами. Стены капеллы украшены в тосканском стиле. Часовня Бакоца — один из наиболее ценных сохранившихся образцов искусства эпохи Возрождения в Венгрии.